# 斬馬劍

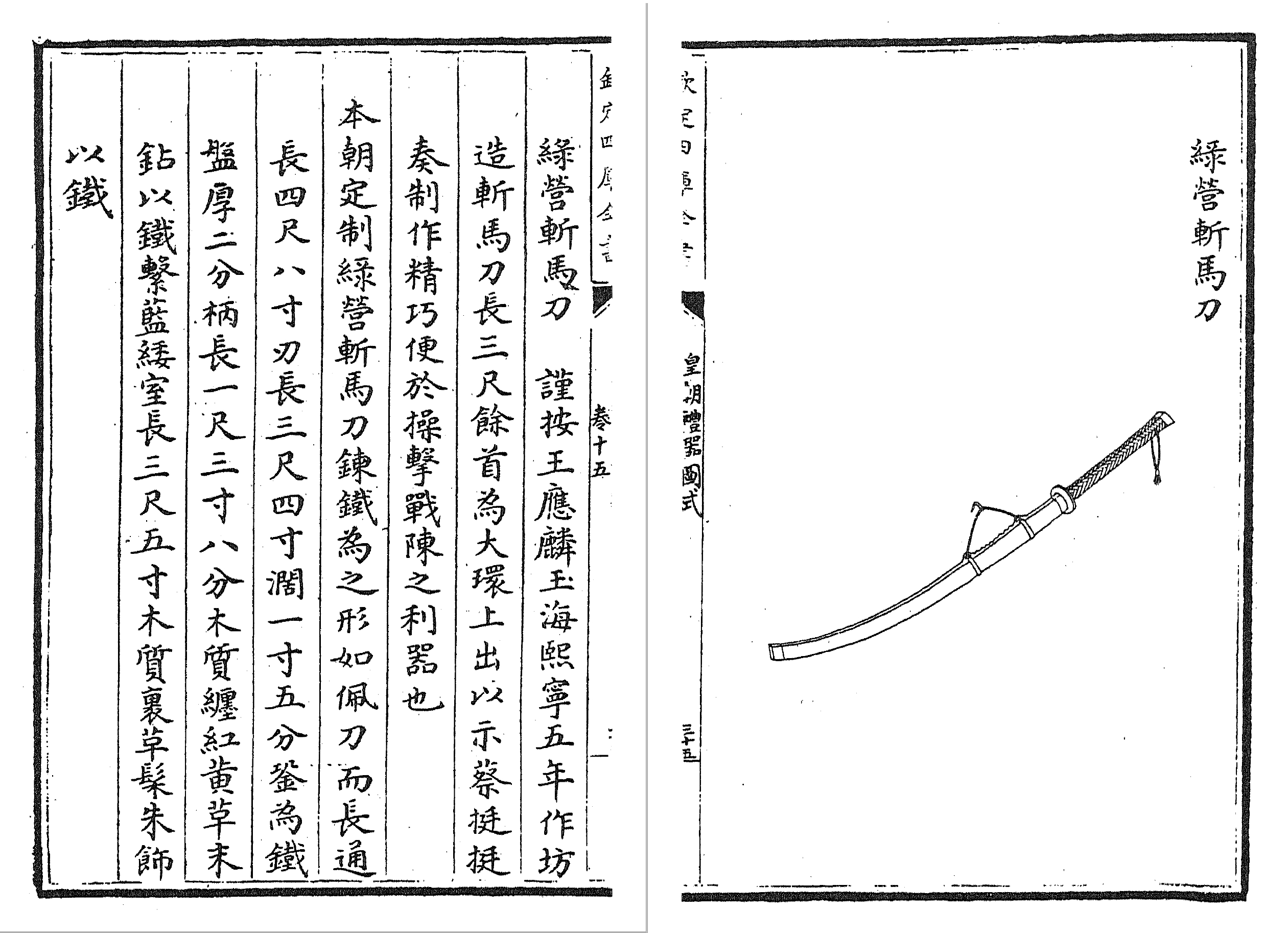
綠營斬馬刀

斬馬劍，又稱斷馬劍，為漢代之兵器，由尚方令鑄造，供皇室使用，即俗稱的尚方寶劍。唐朝時，稱陌刀為斬馬劍。宋朝後改稱斬馬刀。明朝之後，稱類似於日本的大太刀與倭刀，用來掃擊敵人之腰身或馬腿的長刀為斬馬刀，又稱掃刀、砍刀。傳至清末，義和團使用此類刀具，因此又稱義和刀。民國時的苗刀可能起源於此。

## 歷史

### 漢朝
斬馬劍起源於漢朝，由少府中的尚方令負責鑄造的劍，因為鋒利，可用來斬馬，故稱斬馬劍。在漢朝時，皇室、外戚等貴族可以使用斬馬劍，如王莽就曾命其侍衛，以斬馬劍殺董忠。
最早出自於《漢書》朱雲傳，但是在荀悅《漢紀》中，引用《漢書》此段落，稱為「斷馬劍」。唐張渭詩也稱為斷馬劍，《四庫提要》認為斬馬劍可能是誤字，應為斷馬劍。
漢朝書籍中沒有描述斬馬劍的造型，圖畫、壁畫中沒有對斬馬劍的描繪，至今陵墓考古也未曾發現斬馬劍的實物。所以斬馬劍的外型可能類似於當時一般的刀劍，但因為是皇室所鑄造，特別堅硬鋒利，所以冠上特別稱呼。相傳尚方令在月蝕時鑄劍，以供天子使用。

### 唐朝
唐朝步兵使用的長刀，稱為陌刀，被認為即是漢朝的斬馬劍 。
唐名將李嗣業善用陌刀，每逢出戰，必身先士卒，所向披靡。歷史上有「當嗣業刀者，人馬俱碎」的說法 。平定安祿山造反時，在香積寺之戰中，敵軍李歸仁率騎兵隊相戰，使王軍大亂，李嗣業便袒露上身，持長刀（陌刀）迎戰，斬殺數十人，之後率兩千「陌刀軍」迎戰 ，竟然斬得六萬顆首級，敵軍因此逃跑，長安遂收復。
唐朝書籍中對陌刀的記載不清楚，也沒有留下圖畫，現代考古也尚未發現陌刀實物。在宋代圖譜中有畫出唐代陌刀的外型，但無法確定它是否是唐代陌刀的真實外貌。

### 宋朝
宋代《武經總要》中的棹刀、三尖兩刃刀，可能是唐代陌刀的後繼者。其外型為長柄，前端有雙刃。
宋朝時，改稱斬馬刀。在宋神宗熙寧年間，由陳珪鑄造斬馬刀。刀長三尺餘，類似環首刀。後成立斬馬刀局，為軍隊鑄刀。

### 明清
在明朝末期，鄭成功軍隊中曾使用雲南斬馬刀。雲南斬馬刀又稱長刀、單刀，其型式與明朝的倭刀或日本的大太刀接近，是一種步兵武器，用來攻擊騎兵，可用於砍馬腳之用。根據計六奇記錄，鄭成功軍隊所使用的刀劍，長六尺，可以斬破鐵甲及馬匹。

## 特色
1. 刀刃為熔合鍛造精鋼
2. 後環、護手、劍海（鐓）為銅質精雕
3. 莖為黑檀木或紅豆杉
4. 無鞘
5. 刀飾為緞帶、銅勾